# Smodicum depressum
Smodicum depressum är en skalbaggsart som beskrevs av Thomson 1878. Smodicum depressum ingår i släktet Smodicum och familjen långhorningar. Inga underarter finns listade i Catalogue of Life.